# Мир Тахсин Бег
Мир Тахсин Саид Бег (курд. Mîr Tehsîn Seîd Beg; 15 августа 1933 года, Баадр  - 28 января 2019 года, Ганновер) — 13-й эмир Шейхана, глава езидов всего мира, глава высшего духовного совета езидов, представлял вопросы, касающиеся государств и племён. Жил в городе Айн-Сифни.
Имел сыновей Мир Хазим Бег, Мир Бирин Бег.

## Биография
Родился в 1933 году в семье Мира Саида и его жены Вансы-хатун. В 1944 году, после смерти отца, в одиннадцатилетнем возрасте стал эмиром Шейхана.
В период с 1952 по 1953 благодаря усилиям Мира Тахсин Бега были открыты первые школы в езидских деревнях.
В 1991—2003 с момента образования Иракского Курдистана служил в качестве суб-правителя езидов на этой территории.
По традиции «Мире шеха» жил в селении Баадрие, к югу от Лалеша. В 2000 году Тахсин-бег построил себе новую резиденцию в селении Есебйа-Шеха.
Мир Тахсин пережил покушение в 2004 году. В 2012 году побывал на церемонии открытия езидской святыни Султан Езид в деревне Акналич в Армении. В феврале 2017 года умерла его супруга Мира Турко Шейх Джинди.
Владеет курдским, арабским, английским и персидским языками.

## Эмиграция
В 1951 году совершил поездку в Ливан и Сирию вместе с братом Мир Хейри, где посетили езидов в районе городов Хасеке и Эль-Камышлы.
В 1970 году была принята попытка государственного переворота против иракского правительства. В этом инциденте участвовал друг Мир Тахсин Бега — командир Шейхана. Попытка не удалась и друг был арестован. В тюрьме его пытали и он признал, что Мир Тахсин Бег был также вовлечен в попытку госпереворота. Иракское правительство попыталось арестовать Мир Тахсин Бега в городе Айн-Сифни, но он смог вырваться и убежал в свою деревню Баадр, которая находится в курдском автономном регионе.
В 1975 году в Алжире был подписан договор о прекращении огня между Ираном и Ираком, и курдское сопротивление было подавлено, Мир Тахсин Бег был вынужден покинуть курдские районы и бежал в Иран. Оттуда он переехал в Лондон.

## Жизнь в эмиграции
Находясь в изгнании, Мир Тахсин Бег общался с езидами в Европе. В 1975 году он приехал Германию, где посетил езидов в Берлине и Целле. Там он нашел большую поддержку, как он сам вспоминает: «Меня тепло приветствовали езиды, я был встречен с уважением, и я нашел большую поддержку. За это я очень благодарен людям». С 1975 по 1981 Мир жил в изгнании в Лондоне.